# Окнино (Изюмский район)
Окнино (укр.  Вікнине), село, 
Бражковский сельский совет,
Изюмский район,
Харьковская область.
Село Окнино ликвидировано в ? году.

## Географическое положение
Село Окнино находится в 4-х км на север от села Бражковка, на одном из истоков реки Грековка.

## Экономика
- Овце-товарная ферма.